# 한강 분지
한강 분지(漢江盆地)는 용인 구릉을 경계로 동쪽으로 펼쳐져 있는 분지로, 남한강이 그 한가운데를 지난다. 이천시와 여주시가 이곳에 속한다.